# Klara Ivanovna Guszeva
Klara Ivanovna Guszeva, férjezett neve Klara Nesztyerova oroszul: Клара Ивановна Гусева (Rasszkazovo, 1937. március 8. – Moszkva, 2019. május 12.) olimpiai bajnok szovjet-orosz gyorskorcsolyázó.

## Pályafutása
Két olimpián vett részt (1960, Squaw Valley, 1964, Innsbruck). 1960-ban Squaw Valley-ben 1000 méteren olimpiai bajnok lett. 1500 méteren a negyedik helyen végzett. Az 1964-es innsbrucki olimpián 3000 méteren a negyedik lett.
2019. május 12-én 82 éves korában közlekedési baleset áldozata lett.

## Sikerei, díjai
- Olimpiai játékok
  - aranyérmes: 1960, Squaw Valley – 1000 m